# Шипулин, Павел Петрович
Павел Петрович Шипу́лин — советский учёный, изобретатель.

## Биография
Родился в 1903 году.
С 1932 года старший инженер,  научный сотрудник Центрального института металлов (Ленинград) (с 1937 НИИ-13: Научно-исследовательский институт № 13 по артиллерийским конструкциям и производству).
В 1934 году утверждён в учёной степени кандидата технических наук по специальности «Электрометаллургия чёрных металлов».
В 1937 году бригада под руководством П. П. Шипулина разработала и внедрила в промышленность технологию алюмотермического внепечного способа получения ферротитана.
С января 1938 года — директор НИИ-13 Наркомата вооружения СССР (Ленинград, с декабря 1941 по май 1945 года в эвакуации в Молотове. Эта организация позднее называлась предприятие п/я Р-6762, после 1965 года — ЦНИИМ.
С 1945 года участник советского атомного проекта (получил задание разработать методы защиты от коррозии детали 0-4 (блочки урана для уран-графитового реактора).

## Награды и премии
- орден Трудового Красного Знамени (1939) — за выполнение правительственных заданий и освоение новых образцов вооружения и укрепление боевой мощи РККА и ВМФ.
- орден Красной Звезды (1942)
- орден Трудового Красного Знамени (16.11.1944).
- орден Трудового Красного Знамени (29.10.1949).
- Сталинская премия третьей степени (1948) — за изобретение и внедрение в производство нового метода обработки металлов